# Lac de Mezzano
Le lac de Mezzano (italien : Lago di Mezzano) est un petit lac de cratère d'origine volcanique situé dans la commune de Valentano (province de Viterbe). Il s'est formé il y a 400 000 ans.

## Description
Le lac a une forme circulaire typique des lacs de cratère et se situe à une altitude de 452 m. Sa superficie est de 475 000 m2  pour un périmètre de 2 516 m.
L'émissaire qui sort du lac Mezzano est la rivière Olpeta, un affluent de la Fiora.
Dans les années 1980, une campagne archéologique a mis au jour des artefacts préhistoriques qui sont exposés au Museo della Preistoria e della Rocca Farnese à Valentano.

## Fait divers
Le 16 août 2021 au 19 août 2021 l'endroit a été le théâtre d'une Rave party regroupant 8 000 personnes provenant de toute l'Europe.